# Bezsenne noce (album)
Bezsenne noce – druga płyta polskiego rockowego zespołu Harlem. Album ukazał się w 1998 roku.

## Lista utworów
Źródło:.
1. „Harlem” – 3:18
2. „Kora” – 4:45
3. „W pamięci luster” – 4:33
4. „Wolni jak motyle” – 4:01
5. „Je, je” – 3:22
6. „Błękitny” – 3:38
7. „Paradise Night” – 4:45
8. „Było minęło...” – 4:28
9. „Funky na Slide-Guitar bez sekcji dętej, za to z damskim chórkiem” – 4:07
10. „Niepokorny” – 4:49
11. „Jak lunatycy” – 4:39
12. „Bezsenne noce” – 5:22

## Skład
Źródło:.
- Ryszard Wolbach – wokal, gitara akustyczna
- Krzysztof Jaworski – gitary elektryczne, gitary akustyczne
- Jarosław Zdankiewicz – perkusja
- Stanisław Czeczot – gitara basowa

Goście
- Krzysztof Cugowski – śpiew
- Tomasz Bidiuk – instrumenty klawiszowe, aranżacje chórków
- Piotr Bańka – instrumenty klawiszowe, aranżacje chórków
- Piotr Sztajdel – instrumenty klawiszowe
- Tomasz Spodyniuk – harmonijka
- Ewa Brachun, Aleksandra Chludek, Katarzyna Pysiak – chórki